# Helenenstraße (Bremen)
Die Helenenstraße im Ortsteil Steintor in der Östlichen Vorstadt in Bremen ist eine seit dem 19. Jahrhundert der Prostitution dienende Straße.

## Errichtung
Der Bauunternehmer Carl Philip Weiland beantragte 1873 die Anlegung der heutigen Sackgasse. Ursprünglich plante er diese später über das Grundstück der Geschwister Engelken in die Schmidtstraße abbiegen zu lassen. Da diese ihm den Verkauf ihres Grundstückes verweigerten, konnte die Straße nur als von der Straße Vor dem Steintor abgehende Sackgasse ausgeführt werden. Es wird vermutet, dass Weiland mit der Namensgebung der Straße, wie damals üblich, eine Ehrung der Helene Engelken bezwecken wollte, um das Bauprojekt wie geplant durchzuführen. Dies geschah nicht. Es handelt sich um die einzige echte Sackgasse im sogenannten Viertel Bremens. Bebaut wurde die Helenenstraße wie damals in Bremen üblich mit Altbremer Häusern im Stile der Gründerzeit.

## Ausweisung als Bordellstraße
Kurz nach der Errichtung wurde die Straße durch einen Erlass des Senats Bremens 1878 als Bordellstraße ausgewiesen. Die Prostitution sollte in der Hansestadt in Form einer „controllierten und reglementierten Prostitution“ stattfinden. Die Prostituierten wurden registriert und am Eingang der Straße eine Polizeiwache eingerichtet, um Zuhälterei zu vermeiden. Zweck der Einrichtung war es vor allem die Verbreitung von Geschlechtskrankheiten in Bremen zu unterbinden. Daher wurde auch streng auf die Benutzung von Kondomen und eine ärztliche Überwachung Wert gelegt. Die Gebäude waren mit Toiletten ausgestattet, es bestand eine Badestube. Den „Controlldirnen“ war es durch Polizeiverordnung untersagt, außerhalb der Straße Männer anzusprechen oder sonst wie anzulocken, sie durften keine Theater oder Museen besuchen, keine Hunde oder Katzen halten und nicht einmal die Parkanlagen am Wallgraben oder den Bürgerpark betreten. Trotz der starken Reglementierungen kam es zu Protesten gegen die Einrichtung der Helenenstraße; so wurde bereits 1879 eine Petition gegen diese Einrichtung mit 2200 Unterschriften eingereicht, die jedoch zu keiner Änderung führte.
Die Helenenstraße war die erste kontrollierte Bordell-Zone im damaligen Deutschen Reich. Der Senat und die Staatsräte Bremens waren stolz auf diese einmalige Einrichtung. Seitens des Senates wurde daher sogar ein Holzmodell der Helenenstraße gefertigt und auf internationalen Gesundheitsmessen vorgestellt.

## Vorübergehende Untersagung der Prostitution
1926 wurde die Prostitution in der Straße auf Druck der Bremer Frauenbewegung, kommunistischer und sozialdemokratischer Abgeordneter durch die Bremer Bürgerschaft per Gesetz untersagt. Die Helenenstraße wurde in Frankenstraße umbenannt. Da viele der Prostituierten in der Helenenstraße mittlerweile Eigentümerinnen der Häuser geworden waren, wurde die Prostitution nun allerdings illegal in der Helenenstraße weitergeführt. Unter der Herrschaft der Nationalsozialisten wurde die Prostitution in der Helenenstraße dann 1934 wieder erlaubt und 1936 die Straße wieder in Helenenstraße umbenannt. Während des Zweiten Weltkrieges kam es auch in dieser Straße zu erheblichen Bombenschäden durch britische Luftangriffe. Im Unterschied zum übrigen Stadtgebiet wurden die Schäden erst verhältnismäßig spät beseitigt.

## Verminderung der Bordellprostitution
Arbeiteten zur Hochzeit der Helenenstraße etwa hundert Frauen in der Straße, sind es heute schätzungsweise nur noch etwa die Hälfte. Die Konkurrenz durch osteuropäische Zwangsprostituierte, zunehmende Straßenprostitution (insbesondere die Drogenprostitution) und durch das Prostitutionsgesetz mögliche, legale Wohnungsprostitution haben das Geschäftsvolumen in dieser Straße erheblich vermindert. Teilweise stehen Räumlichkeiten leer, was den Wert der Häuser an der Helenenstraße erheblich gemindert hat.
Trotz der seit Beginn des 21. Jahrhunderts erheblich verminderten Umsätze in der Helenenstraße lehnt der Beirat der Östlichen Vorstadt eine Umwandlung des Rotlichtviertels ab. Auch ein Abbau der Sichtschutzwände am Eingang zur Straße war aus Sicht des Beirates nicht sinnvoll, ist aber inzwischen geschehen. Die Prostitution würde sich angeblich zum Straßenstrich und in Privatwohnungen verlagern. Dies würde die polizeiliche Überwachung erschweren und Menschenhandel und Zuhälterei fördern.

Sebastian Dannenberg gestaltete 2021 den Eingangsbereich der Helenenstraße mit dem abstrakten Kunstwerk BETWEEN.